# Climat de la Slovaquie
Le climat de la Slovaquie est de type continental tempéré avec quatre saisons bien distinctes et une répartition relativement uniforme des précipitations tout au long de l'année.

## Relevés climatiques

### Bratislava
| Mois                              | jan. | fév. | mars | avril | mai | juin | jui. | août | sep. | oct. | nov. | déc. | année |
| --------------------------------- | ---- | ---- | ---- | ----- | --- | ---- | ---- | ---- | ---- | ---- | ---- | ---- | ----- |
| Température minimale moyenne (°C) | −3   | −2   | 1    | 5     | 10  | 13   | 15   | 14   | 11   | 6    | 1    | −1   | 6     |
| Température maximale moyenne (°C) | 2    | 5    | 11   | 16    | 22  | 24   | 27   | 27   | 22   | 15   | 8    | 4    | 15    |
| Ensoleillement (h)                | 70   | 108  | 152  | 221   | 274 | 283  | 271  | 263  | 182  | 134  | 70   | 54   | 2 082 |
| Précipitations (mm)               | 42   | 37   | 36   | 38    | 54  | 61   | 52   | 52   | 50   | 37   | 50   | 48   | 557   |

| Mois                              | jan. | fév. | mars | avril | mai | juin | jui. | août | sep. | oct. | nov. | déc. | année |
| --------------------------------- | ---- | ---- | ---- | ----- | --- | ---- | ---- | ---- | ---- | ---- | ---- | ---- | ----- |
| Température minimale moyenne (°C) | −5   | −3   | 0    | 5     | 9   | 12   | 13   | 13   | 10   | 5    | 0    | −3   | 5     |
| Température moyenne (°C)          | −2   | 0    | 4    | 9     | 14  | 17   | 18   | 18   | 15   | 9    | 2    | −1   | 8     |
| Température maximale moyenne (°C) | 0    | 2    | 8    | 13    | 18  | 21   | 23   | 23   | 19   | 13   | 5    | 0    | 12    |
| Record de froid (°C)              | −24  | −22  | −16  | −3    | −2  | 6    | 6    | 5    | −2   | −7   | −12  | −20  | −24   |
| Record de chaleur (°C)            | 11   | 15   | 23   | 25    | 28  | 31   | 33   | 32   | 30   | 24   | 17   | 12   | 33    |
| Nombre de jours avec gel          | 28   | 23   | 14   | 2     | 0   | 0    | 0    | 0    | 0    | 4    | 15   | 25   | 114   |
| Précipitations (mm)               | 20   | 30   | 30   | 30    | 60  | 80   | 80   | 70   | 50   | 30   | 40   | 30   | 610   |
| Nombre de jours d'orage           | 0    | 0    | 0    | 1     | 5   | 6    | 6    | 5    | 2    | 1    | 0    | 0    | 26    |

### Lomnický štít
La station météorologique du Lomnický štít (altitude 2 635 m) est la plus élevée des Hautes Tatras. Elle a été mise en service en 1940 et après une interruption à la fin de la Seconde Guerre mondiale, elle reprit ses mesures le 1er janvier 1947, mesures ininterrompue depuis lors. La station de Skalnaté pleso (altitude 1 778 m) a effectué ses premières mesures en 1939. Des 80 stations météorologique de Slovaquie celle du Lomnický štít est celle qui enregistre la plus faible température moyenne annuelle, avec −3,2 °C, ainsi que les records de température moyenne mensuelle basse, avec −18,1 °C en février 1956, et annuelle basse avec −5,2 °C pour l'année 1956.
| Mois                                | jan.  | fév.  | mars | avril | mai  | juin | jui. | août | sep. | oct. | nov. | déc.  | année |
| ----------------------------------- | ----- | ----- | ---- | ----- | ---- | ---- | ---- | ---- | ---- | ---- | ---- | ----- | ----- |
| Température minimale moyenne (°C)   | −12   | −13,2 | −11  | −7,3  | −2,4 | 0,1  | 2,6  | 2,6  | −0,5 | −3,4 | −8,1 | −10,9 | −5,3  |
| Température moyenne (°C)            | −10,1 | −11,2 | −8,8 | −5,1  | −0,2 | 2,4  | 5    | 4,9  | 1,6  | −1,5 | −6,3 | −9    | −3,2  |
| Température maximale moyenne (°C)   | −8,2  | −9,1  | −6,6 | −2,8  | 2,1  | 4,8  | 7,4  | 7,2  | 3,6  | 0,3  | −4,4 | −7,1  | −1,1  |
| Nombre de jours avec gel            | 31    | 27,8  | 30,9 | 29,4  | 22   | 14,8 | 7,8  | 7,3  | 15,2 | 21,7 | 28,2 | 30,8  | 266,9 |
| Précipitations (mm)                 | 118   | 120   | 99   | 126   | 120  | 187  | 188  | 142  | 91   | 93   | 129  | 148   | 1 561 |
| Nombre de jours avec précipitations | 18    | 18,6  | 21,9 | 21,7  | 17,6 | 19,9 | 22   | 16,6 | 14   | 16   | 18,2 | 20,6  | 225,1 |

| Diagramme climatique                                  |              |           |             |            |           |           |           |           |           |             |              |
| J                                                     | F            | M         | A           | M          | J         | J         | A         | S         | O         | N           | D            |
| −8,2−12118                                            | −9,1−13,2120 | −6,6−1199 | −2,8−7,3126 | 2,1−2,4120 | 4,80,1187 | 7,42,6188 | 7,22,6142 | 3,6−0,591 | 0,3−3,493 | −4,4−8,1129 | −7,1−10,9148 |
| Moyennes : • Temp. maxi et mini °C • Précipitation mm |              |           |             |            |           |           |           |           |           |             |              |

| Mois                              | jan. | fév. | mars | avril | mai | juin | jui. | août | sep. | oct. | nov. | déc. | année |
| --------------------------------- | ---- | ---- | ---- | ----- | --- | ---- | ---- | ---- | ---- | ---- | ---- | ---- | ----- |
| Température maximale moyenne (°C) | −6,1 | −6,6 | −4,4 | −0,8  | 4   | 8,1  | 10   | 9,7  | 6,3  | 3,2  | −0,9 | −3,2 | 1,6   |
| Précipitations (mm)               | 82   | 70   | 81   | 103   | 128 | 194  | 208  | 159  | 96   | 84   | 88   | 87   | 1 380 |